# سان بييترو في لاما
سان بييترو في لاما (بالإيطالية: San Pietro in Lama)‏ هي بلدية في مقاطعة ليتشي في إقليم بوليا

## السكان
في سنة 1861 بلغ عدد السكان 1٬675 نسمة، وتطور العدد ليصل في سنة 2011 لـ 3٬600 نسمة.
يظهر هذا المخطط البياني تطور النمو السكاني لـ سان بييترو في لاما

## الاماكن
- جزيرة سان بيترو

الإيطالي.